# Занди
Занди або Зенди (سلسله زندیه‎‎) — курдська династія, що з 1750 до 1794 року правила більшою частиною сучасного Ірану, Азербайджану, Грузії та Вірменії.

## Історія
Походить від племені зандів, що було частиною племінної групи лаків у Луристані. Напевне були курдами. Тривалий час предки майбутніх володарів Ірану були племінними вождями в горах Загросу, які захищали кордони держави Сефевідів, зберігаючи внутрішню самостійність. Із занепадом династії Сефевідів у 1720-х зенди на чолі з Мехді-ханом здобули фактичну незалежність, не визнавши правління Мір Махмуда Шаха.
У 1732 після падіння династії Хотакі та повалення шаха Тахмаспа II, новий володар Надир Шах розпочав політику відновлення єдності Ірану. Занди протягом 1732—1734 чинили спротив, але зазнали поразки, а Мехді-хан загинув. Після цього зандів на чолі із Інак-ханом (Айнак-ханом) і Будак-ханом переселено до північного Хорасану.
Під час походів Надир Шаха зенди брали участь у походах до Кандагару, Індії, Кавказу. В цей час очільником зендів стає Карім-хан, який здобув значний політичний та військовий досвід.
У 1747 після вбивства Надир Шаха держава знову розпалася. Того ж року зенди на чолі із Карім-ханом об'єдналися з лурами та бахтіарами, завдяки чому вдалося встановити контроль над центральним і південним Іраном. Номінальним володарем поставлено шаха Ісмаїла III.
У 1751—1753 почалася боротьба з племенем бахтіарів, яка завершилася перемогою зандів. З цього моменту Карім-хан почав політику з поступового відновлення кордонів держави за часів Сефевідів.
У 1759 переможено каджарів на чолі із  Мохаммед-Хасан-ханом, в результаті чого підкорено північ та північний схід Ірану.
У 1760 Шахрох Шах, володар Хорасану, визнав зверхність Зандів. У 1763 підкорено Ширван, Баку, Єревань і Гянджу. Картлі та Кахетія визнали зверхність Зандів.
З цього моменту почалося мирне правління Зандів, що забезпечувалося вправними діями Карім-хана. Занепад династії почався після його смерті у 1779. Протягом 1779—1789 змінилося 6 володарів. Цим скористалися Каджари, які зуміли захопити північ та центральні райони, а також важливе місто Ісфаган. Після цього відбулося відродження економічного життя. Зовнішня торгівля стала вестися через порт Бушер, де відкрила свою факторію Британська Ост-Індійська компанія.
Спроба Лотфі Алі Занда змінити ситуацію виявилася майже неможливою, оскільки багато військовиків і представників знаті розчарувалися постійною боротьбою за владу серед Зандів.
У 1791 було втрачено Керман і Шираз. Проте Лотфі Алі Занд продовжив боротьбу, але у вирішальній битві з Ага Мохаммедом ханом Каджаром внаслідок військової недосвідченості не зміг втримати перемогу, яка практично вже була в Зандів. Війна тривала до 1794, коли Занди зазнали поразки в Кермані (був ними напередодні захоплений), а Лотфі Алі потрапив у полон й був страчений.

## Уряд
Занди не взяли собі титулу шаха, послідовно правили від імені номінальних шахів Ісмаїла III та Мохаммада II, взявши собі титул «векіль ад-дауда», тобто уповноважений держави. На місцевому рівні зберігався порядок, впроваджений за Надир Шаха. На чолі провінцій стояли сардари, а в найбільших містах — калантари.
Налагоджено судовий устрій, завдяки чому суди в багато в чому виносили досить справедливі вироки. За час правління династії практично не було застосовано смертну кару. Водночас в результаті податкової реформи було покращено фінансування, податки, за свідченням очевидців, були доволі справедливі.

## Культура
Занди сприяли відновленню культурного життя в Персії, спорудженню численних мостів, доріг. За наказом Карім-хана було облаштовано Шираз та відновлено Ісфаган. Особливо багато зроблено для прикрашання першого. Так, зведено Фортецю Карім-хана, вакіль-базаар, декілька мечетей. Лотфі Алі також багато зробив для покращення будівель після тривалого внутрішнього протистояння.
Занди опікувалися мистецтвом, запрошуючи художників, скульпторів, а також архітекторів. В цей час склалася власна школа живопису, яка відома як Ширазька або Зандська. Вона вплинуло на школи малювання часів Каджарів. Художники зандського періоду працювали в усіх областях живопису — займалися монументальним живописом, фресками, писали олією, емаллю, робили ілюстрації до рукописів, створювали мініатюри. До традиційних засобів додалася акварель. Відомими художниками були Мохаммад Садік, Какаванді,

## Володарі
- Карім Хан Занд (1750—1779)
- Мохаммад Алі Хан Занд (1779)
- Аболь-Фатх Хан Занд (1779)
- Садек Хан Занд (1779—1782)
- Алі Мурад Шах (1782——1785)
- Джафар Шах (1785—1789)
- Сайєд Мурад Хан (1789)
- Лотфі Алі Шах (1789—1794)